# Pseudogekko ditoy
Espèce
Pseudogekko ditoy est une espèce de geckos de la famille des Gekkonidae.

## Répartition
Cette espèce est endémique de l'île de Leyte aux Philippines.

## Étymologie
Le nom spécifique ditoy vient du Waray-waray ditoy, le petit, en référence à la petite taille de cette espèce par rapport à son espèce sympatrique Pseudogekko pungkaypinit.

## Publication originale
- Siler, Welton, Davis, Watters, Davey, Diesmos, Diesmos & Brown, 2014 : Taxonomic revision of the Pseudogekko compresicorpus complex (Reptilia: Squamata: Gekkonidae), with descriptions of three new species. Herpetological Monographs, vol. 28, p. 110–139.